# Мирный (Варнавинский район)
Мирный — посёлок в Варнавинском районе Нижегородской области России. Входит в состав Восходовского сельсовета.

## География
Посёлок находится на севере Нижегородской области, в подзоне южной тайги, при автодороге 22Н-1004, на расстоянии приблизительно 22 километров (по прямой) к юго-западу от Варнавина, административного центра района. Абсолютная высота — 159 метров над уровнем моря.
Климат
Климат характеризуется как умеренно континентальный, с относительно тёплым коротким летом и холодной продолжительной зимой. Среднегодовая температура — 3,3 °C. Средняя температура воздуха самого тёплого месяца (июля) — 18,4 °C (абсолютный максимум — 37 °C); самого холодного (января) — −12,4 °C (абсолютный минимум — −46 °C). Безморозный период длится 110—120 дней. Среднегодовое количество атмосферных осадков составляет 500—600 мм, из которых 410 мм выпадает в период с апреля по октябрь. Снежный покров держится около 152 дней.

## История
Посёлок возник в 1930-е годы как 6-е отделение Унженского лагеря НКВД. С середины 1950-х носил неофициальное название 6-й рабочий посёлок. В 1962 году решением исполкома Варнавинского райсовета вновь возникшему населённому пункту присвоено название посёлок Мирный.

## Население
| 1999 | 2002  | 2010  |
| ---- | ----- | ----- |
| 498  | ↗1145 | ↗1438 |

Национальный состав
Согласно результатам переписи 2002 года, в национальной структуре населения русские составляли 94 %.